# 川口西インターチェンジ
川口西インターチェンジ（かわぐちにしインターチェンジ）は、埼玉県川口市大字伊刈にある、東京外環自動車道のインターチェンジ。美女木・大泉方面への入口、美女木・大泉方面からの出口のみのハーフIC。

## 道路
- C3 東京外環自動車道（63番）

## 接続する道路
- 国道298号
- 埼玉県道1号さいたま川口線
- 埼玉県道34号さいたま草加線
- 埼玉県道235号大間木蕨線

## 料金所
- レーン数：2
  - ETC専用：1
  - 一般・ETC：1

## 周辺
- 埼玉県立川口北高等学校
- 埼玉共同病院
- 川口短期大学
- 埼玉学園大学
- 川口市立在家中学校
- 川口市立北中学校
- 川口市立在家小学校
- 川口市北スポーツセンター
- 神根公園
- 川口市立岸川中学校
- 川口市立前川小学校
- 川口市立芝東中学校
- 川口市立芝中央小学校
- 川口市立芝小学校
- 川口市立芝中学校
- 川口市芝福祉センター
- 川口市芝支所
- 川口市芝市民ホール
- 川口市芝スポーツセンター
- 川口市立芝東小学校
- 川口北郵便局
- 川口市消防局北消防署伊刈分署

## 隣
C3 東京外環自動車道
(62)外環浦和IC - (63)川口西IC - ((64)川口中央IC) - (70)川口JCT - ((71)川口東IC) - (72)草加IC